# Thiodina germaini
Thiodina germaini är en spindelart som beskrevs av Simon 1900. Thiodina germaini ingår i släktet Thiodina och familjen hoppspindlar. Inga underarter finns listade i Catalogue of Life.